# 陳南
陳南，四川省敘永直隸廳人，清朝政治人物。同進士出身。
光緒二年（1876年），參加丙子恩科會試，得貢士第134名。殿試登進士3甲第151名。同年，授戶部郎中。